# Jamie Maclaren
Jamie Maclaren (Melbourne, 1993. július 29. –) ausztrál válogatott labdarúgó, a Mohun Bagan csatárja.
Bekerült a 2017-es konföderációs kupán, a 2018-as labdarúgó-világbajnokságon és a 2019-es Ázsia-kupán részt vevő keretbe.

## Statisztika

### A válogatottban
| Válogatott | Szezon   | Mérkőzés | Gól |
| ---------- | -------- | -------- | --- |
| Ausztrália | 2016     | 2        | 0   |
| Ausztrália | 2017     | 3        | 0   |
| Ausztrália | 2018     | 2        | 0   |
| Ausztrália | 2019     | 7        | 5   |
| Ausztrália | 2021     | 4        | 1   |
| Ausztrália | 2022     | 10       | 2   |
| Ausztrália | 2023     | 1        | 0   |
| Összesen   | Összesen | 29       | 8   |

### Válogatott góljai
| # | Időpont           | Helyszín                                               | Ellenfél   | Gólok | Eredmény | Kiírás               |
| - | ----------------- | ------------------------------------------------------ | ---------- | ----- | -------- | -------------------- |
| 1 | 2019. január 11.  | Rashid Stadion, Dubaj, Egyesült Arab Emírségek         | Palesztina | 1–0   | 3–0      | 2019-es Ázsia-kupa   |
| 2 | 2019. október 10. | Canberra Stadium, Canberra, Ausztrália                 | Nepál      | 1–0   | 5–0      | 2022-es VB-selejtező |
| 3 | 2019. október 10. | Canberra Stadium, Canberra, Ausztrália                 | Nepál      | 2–0   | 5–0      | 2022-es VB-selejtező |
| 4 | 2019. október 10. | Canberra Stadium, Canberra, Ausztrália                 | Nepál      | 5–0   | 5–0      | 2022-es VB-selejtező |
| 5 | 2019. október 15. | Nemzeti Stadion, Kaohsziung, Tajvan                    | Tajvan     | 6–1   | 7–1      | 2022-es VB-selejtező |
| 6 | 2021. június 7.   | Jaber Al-Ahmad Nemzetközi Stadion, Kuvaitváros, Kuvait | Tajvan     | 2–0   | 5–1      | 2022-es VB-selejtező |
| 7 | 2022. január 27.  | Melbourne Rectangular Stadion, Melbourne, Ausztrália   | Vietnám    | 1–0   | 4–0      | 2022-es VB-selejtező |
| 8 | 2022. február 1.  | Sultan Qaboos Sports Complex, Maszkat, Omán            | Omán       | 1–0   | 2–2      | 2022-es VB-selejtező |

## Sikerei, díjai

### Klub
- Melbourne City
  - A-League: 2020–21, 2021–22, 2022–23

### Egyéni
- A-League – Az év fiatal labdarúgója: 2015–16, 2016–17
- PFA A-League – A szezon csapata: 2015–16, 2019–20, 2020–21, 2021–22, 2022–23
- A-League – Gólkirály: 2016–17, 2019–20, 2020–21
- Az év ausztrál labdarúgója: 2020–21
- Melbourne City – Az év játékosa: 2020
- Harry Kewell – medál: 2016